# نظام معالجة البيانات
نظام معالجة البيانات هو مزيج بين الآلات والبشر ومعالجة ذلك لمجموعة من المدخلات لتنتج مخرجات محددة، وهذه المدخلات والمخرجات تترجم على أنها بيانات أوحقائق أومعلومات اعتمادًا على علاقة المترجم بالنظام، ويطلق عليه مصطلح نظام المعلومات أيضاً.

## نظام معالجة البيانات يشمل على مجموعة من
- تحويل أو تبديل : تحويل البيانات إلى شكل أخر
- التأكد من الصحة : التأكد أن البيانات المقدمة واضحة وصحيحة
- فرز : ترتيب البنود على شكل تسلسل أو في مجموعات مختلفة
- تلخيص : تلخيص البيانات التفصيلية إلى نقاط أو بيانات رئيسية
- تجميع :الجمع بين العديد من أجزاء البيانات وجعلها مترابطة
- تحليل : جمع وتنظيم وتحليل وتفسير وعرض البيانات
- تقارير : قائمة التفاصيل أو بيانات موجزة أو معلومات محسوبة

## أنواع نظام معالج البيانات
حسب مجال التطبيق:
1. معالجة بيانات علمية:

عادة ما تتضمن معالجة البيانات العلمية قدر كبير من العمليات الحسابية (عمليات حسابية ومقارنة) معتمداً على قدر صغير من المدخلات، والذي بدوره يؤدي إلى قدر قليل من المخرجات.
1. معالجة بيانات تجارية:

معالجة البيانات التجارية تتضمن قدر كبير من المدخلات وعمليات حسابية قليلة وبذلك تكون المخرجات كثيرة.
1. تحليل البيانات:

تحليل البيانات هو مجموعة من الأساليب التي تساعد على وصف الحقائق واستخراج الأنماط وتقديم التفاسير، وأيضاً تختبر الفرضيات، مثلاً تحليل البيانات يمكن أن يستخدم للإطلاع على بيانات العملاء والمبيعات من أجل تعريف العلاقة بين المنتجات لتحسين المبيعات.

## حسب نوع الخدمة
1. أنظمة معالجة المعاملات
2. أنظمة تخزين واسترجاع المعلومات.
3. نظم القيادة والسيطرة.
4. نظام التحكم بالعمليات.
5. نظام تبديل الرسائل.